# Chef d'école

Chef d'école est un film muet français réalisé par René Le Somptier et sorti en 1914.

## fiche technique
- Réalisateur : René Le Somptier
- Pays d'origine : France
- Format : Muet - Noir et blanc
- Genre : court-métrage
- Date de sortie
  -  France - 1914

## Distribution
- Georges Melchior
- Armand Dutertre
- Yvonne Dario